# Тархан, Мехмет
Мехмет Тархан (тур. Mehmet Tarhan, род. 1978) — турецкий отказник совести, по личным убеждениям отказавшийся служить в армии Турции, был осуждён за это турецким судом и приговорён к заключению в военной тюрьме. По состоянию на 2014 год являлся членом Демократической партии народов.

## Биография
Тархан родился в семье курдских крестьян. В 17 лет работал госслужащим в Диярбакыре. В этот период он принимал участие в деятельности турецких ЛГБТ-организаций Lambdaistanbul и KAOS GL.

### Отказник совести
В Турции все мужчины, годные для военной службы, обязаны отслужить в армии 15 месяцев. Законы Турции не предусматривают отказа от службы по этическим или религиозным соображениям.
Тархан мог избежать службы в армии, заявив, что он является лицом нетрадиционной сексуальной ориентации. Однако в турецкой армии гомосексуализм считается «болезнью» и требует ректального осмотра и визуальных «доказательств» для подтверждения нетрадиционной ориентации. Тархан не хотел, чтобы его признали «больным», и поэтому решил стать отказником.
В апреле 2005 года Тархан был арестован и обвинён в неподчинении по статье 88 турецкого уголовного военного кодекса. Мехмет Тархан был признан виновным, но освобождён, так как ему был зачтён срок пребывания в тюрьме после ареста.
После освобождения Тархана снова попытались призвать в армию. После отказа он был снова отдан под суд. Тархана приговорили к четырём годам тюремного заключения. Он начал отбывать наказание в конце 2005 года. В марте 2006 года его неожиданно освободили. Причиной этого могла быть широкая огласка, которую получила история Тархана.
По словам сестры Мехмета Тархана, Эмине Тархан, в тюрьме её брат подвергался пыткам, его жизни угрожали.

## Реакция
Протесты в поддержку Мехмета Тархана прошли по всему миру, его арест привлёк внимание многих правозащитных организаций, например, Международной амнистии.
Турецкая писательница Перихан Магден преследовалась властями Турции из-за статьи, которую она написала в поддержку Тархана, в этой статье Магден подержала введение в турецкие законы права на отказ от несения военной службы по этическим и религиозным соображениям.